# Костенёва, Наталья Владимировна
Наталья Владимировна Костенёва (род. 1 декабря 1984, Семипалатинск) — российская актриса театра и кино, художница. Наиболее известна зрителю благодаря роли Насти Ляпиной в комедийном сериале «Зайцев+1».

## Биография
Наталья Костенёва родилась 1 декабря 1984 года. В 2005 году окончила Театральный институт имени Бориса Щукина (курс М. Борисова). Первые роли — Полина в дипломном спектакле «Доходное место» (постановка М. Борисова) и Оливия в «Двенадцатой ночи» (постановка А. А. Ширвиндта).
Дебют в театре — роль Анжелики в спектакле Театра Романа Виктюка «Последняя любовь Дон Жуана» Э. Шмитта (2005). С 2005 года в труппе Театра Табакова. На сцене Художественного театра занята в спектакле «Амадей» (Констанция). Снялась в фильме С. Виноградова «Репетитор» (Настя). В Театре Табакова играет роль Элинор Твентимэн в спектакле А.Житинкина «Признания авантюриста Феликса Круля».
В 2011 году заняла 40-е место (в 2012 году — 92-е) в списке «Hot 100» по версии российского издания журнала «Maxim».

## Личная жизнь
- Муж (с 2016) — Вадим Жирнов — руководитель направления в ПАО «Сбербанк»[3].

## Роли в театре
- «Лицедей» — Сара
- «На всякого мудреца довольно простоты» — Машенька
- «Отцы и дети» — Катенька Одинцова
- «Женитьба Фигаро» — Фаншетта
- «Старший сын» — Зина
- «Амадей» — Констанция
- «Безумный день, или Женитьба Фигаро»
- «Волки и овцы»
- «Цилиндр»
- «Признания авантюриста Феликса Круля»

## Фильмография
- 2003 — Благословите женщину
- 2006 — Счастливы вместе — француженка Софи (в эпизоде «Фанера из Парижа»)
- 2006—2007 — Моя Пречистенка
- 2007 — Репетитор — Настя
- 2007 — Джоконда на асфальте — жена Босха
- 2008 — Путейцы (в эпизоде «SOS»)
- 2008 — Две сестры — Юлька
- 2008 — Срочно в номер 2 — медсестра (в эпизоде «Чёрная вдова»)
- 2009 — Аннушка — Мила
- 2010 — Ермоловы — Маруся Климова
- 2011 — Онаним — Любовь Сергеевна[4]
- 2011—2014 — Зайцев+1 — Настя Ляпина[5]
- 2013 — Деффчонки — камео, в роли Насти Ляпиной из сериала «Зайцев+1» (в одном эпизоде)
- 2014 — Подарок с характером — руководитель хора (эпизод)
- 2014 — В Москве всегда солнечно
- 2015 — Суперопер капитан Брагин — Соня Брагина, жена опера Алексея Брагина
- 2015 — Одной левой — медсестра Вика